# Stift Neukloster

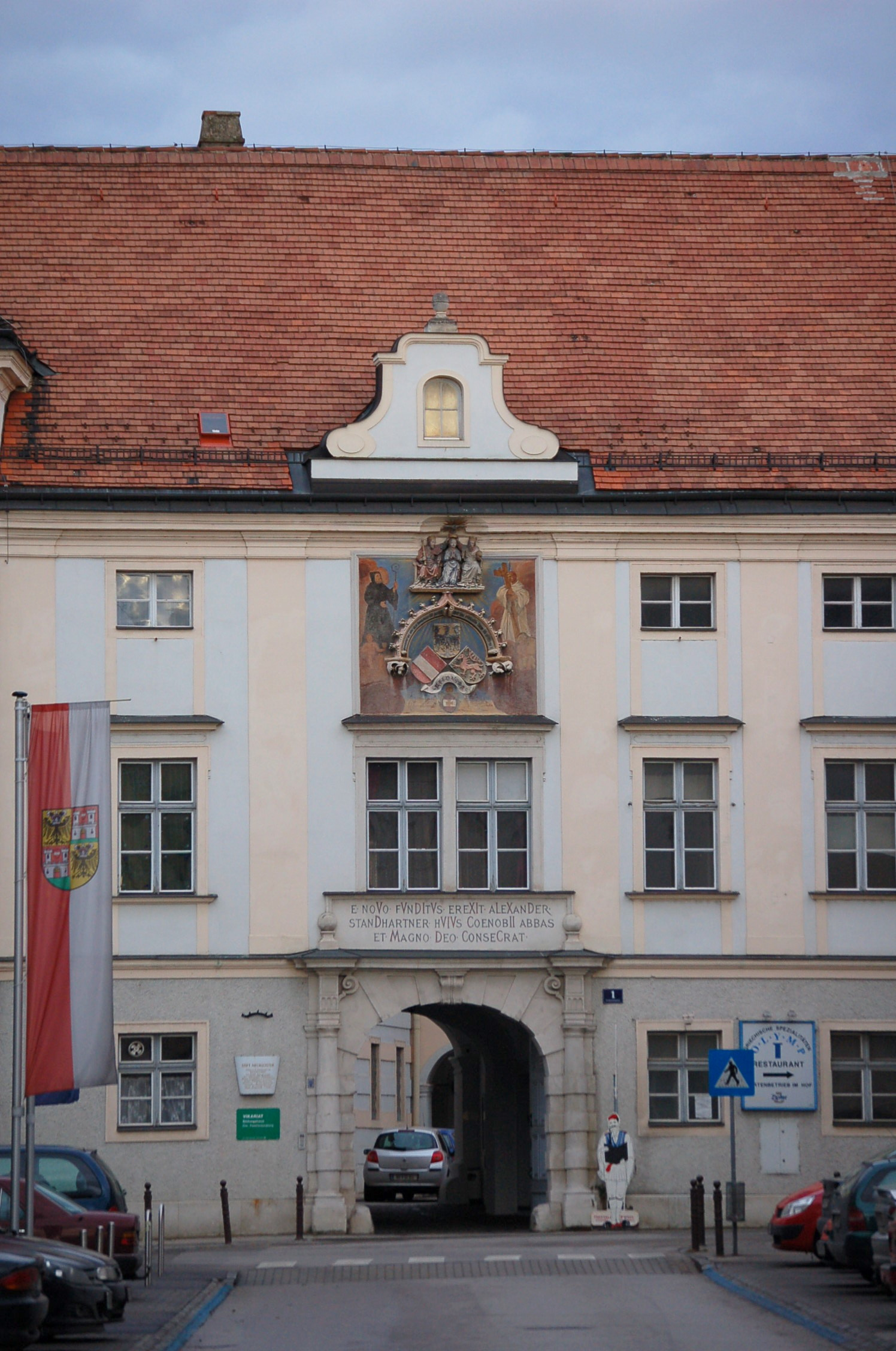
Renaissanceportal des Stiftes

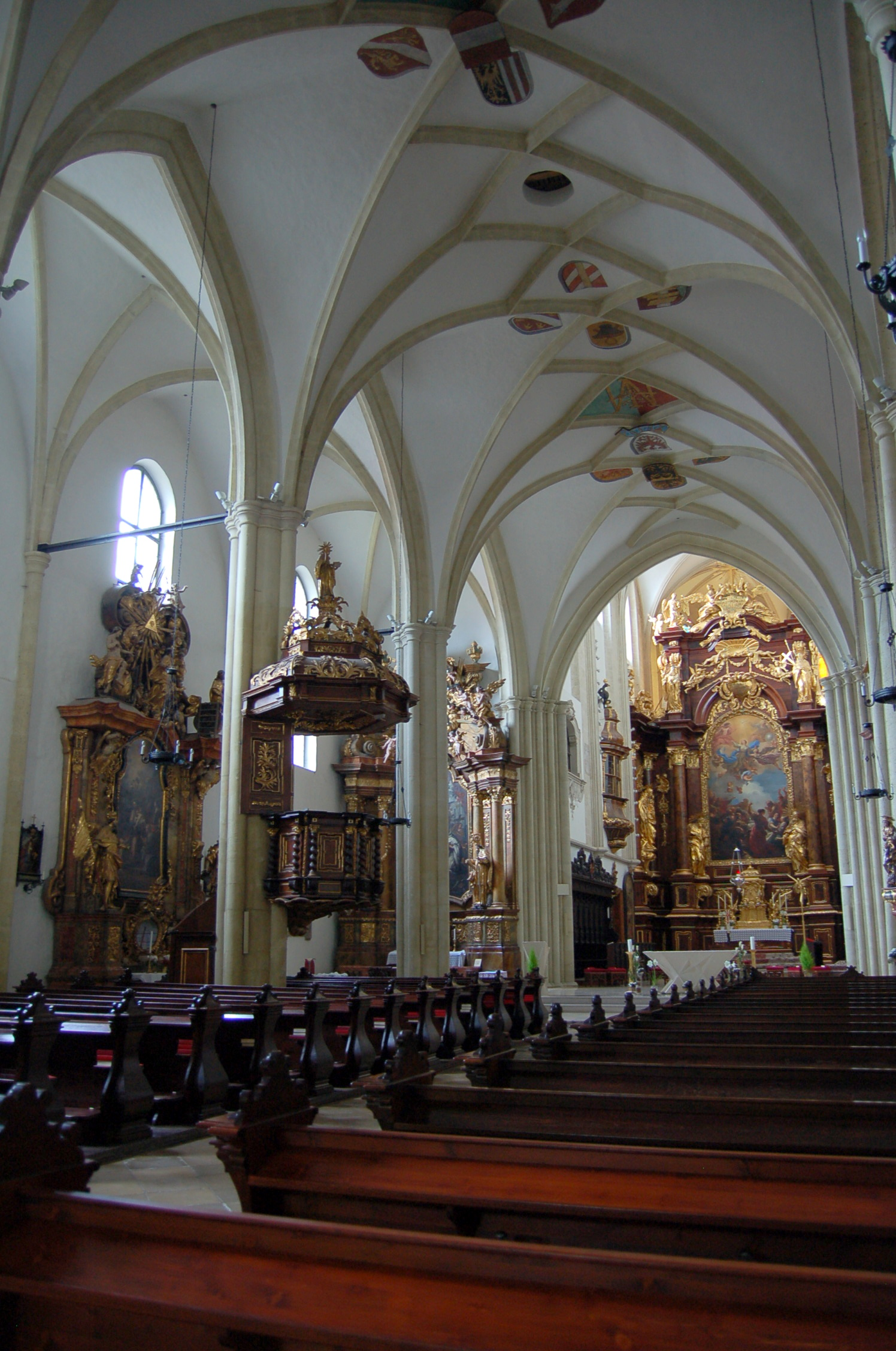
Innenraum der Neuklosterkirche

Das Stift Neukloster war eine Zisterzienserabtei in Wiener Neustadt und gehört heute als Priorat (lateinisch Prioratus simplex ad Sanctissimam Trinitatem) zum Stift Heiligenkreuz. Prior ist seit 2019 Michael Weiss.

## Überblick
Das Zisterzienserstift zur Heiligsten Dreifaltigkeit in Wiener Neustadt, kurz Neukloster genannt, gehört zu den jüngsten mittelalterlichen Klostergründungen in Österreich. Von König Friedrich III. (ab 1452 Kaiser Friedrich III.) 1444 gegründet, reicht seine Geschichte bis in die zweite Hälfte des 19. Jahrhunderts; 1881 gab das Neukloster seine Selbständigkeit auf und vereinigte sich „auf immerwährende Zeiten“ mit dem Zisterzienserstift Heiligenkreuz in Niederösterreich.

## Geschichte
Entgegen der zisterziensischen Gewohnheit, Klöster nur in abgelegenen Gegenden zu errichten, wurde für König Friedrich eine Ausnahme gemacht. Friedrich gelang es, das Dominikanerkloster neben seiner Residenz (gegründet 1227 durch Leopold VI.) für Zisterzienser aus dem Stift Rein frei zu machen. Wegen des Neuanfangs gegenüber dem bisherigen Dominikanerkloster und in Anspielung auf das zisterziensische Urkloster Cîteaux als das novum monasterium schlechthin, wurde das entstehende Hofkloster Friedrichs das Neukloster genannt. Der Gründungsabt war aus Rein, der zweite jedoch (ab 1446) der Maulbronner Cellerar Gottfried von Otterstätt.
Bei der Dotierung war Friedrich einfallsreich: Die Feste Rohr nahe Wildon wurde als Rebellengut eingezogen und dem Neukloster gestiftet. Der Vorbesitzer war als Parteigänger von Albrecht VI. wahrscheinlich ums Leben gekommen. Ebenso wurde eine jährliche Zahlung von 300 Pfund Pfennigen aus der Pfarre St. Peter in Laibach an das Neukloster bestimmt.

### Prachtgräber der Kaiserfamilie und des Hofs
1467 wurde Eleonore Helena von Portugal, die Frau Kaiser Friedrichs III., in der Apsis der Stiftskirche beigesetzt. Ihr Grabstein ist dem niederländischen Niclas van Leyden (der auch das Grabmal Kaiser Friedrichs III. fertigte) zugeschrieben. Dort sind auch drei Kinder des Kaiserpaares bestattet. Die Grablege, für die das gesamte Projekt der Zisterziensergründung bestimmt gewesen war, kam nicht zustande: Kaiser Friedrich selbst wurde im Wiener Stephansdom in einem Prachtgrab bestattet, das ursprünglich im Altarraum der Neuklosterkirche (leer) aufgestellt worden war. Hinweise auf den kaiserlichen Stifter sind in den Wappen des Schiffes reichlich vorhanden. Sein „großes Monogramm“ kommt gleich zweimal vor.
Auch der Grabstein von Beatrix Lopi ist überregional bekannt. Es befindet sich westlich vom Engelaltar. Lopi war Kammerfrau von Eleonora, der Stein stellt sie "im blühendsten Alter" dar. Der Stein ist weißer Sandstein, das Porträt ist im flachen Relief gearbeitet. Der Kopfputz ist auffallend hoch, das Kleid lang geschnitten nach höfischer Sitte. In der rechten Hand hält sie einen Rosenkranz.

### Stadtseelsorge
Das Neukloster hatte bereits in den Jahrzehnten nach seiner Gründung eine seelsorgliche Bestimmung, die im Orden selten war. Üblicherweise durften Laien und Frauen nicht in die Konventkirchen des Ordens eintreten, aber das Neukloster war von derlei Bestimmungen befreit. Eine Urkunde aus 1457 erlaubt die Anwesenheit von Frauen beim Lettner während der Feier der Messe.

### Bedeutende Äbte der Frühen Neuzeit
Eine Visitation des Jahres 1640 fand den Konvent in traurigen Verhältnissen und Abt Johann Jakob Pettard krankheitshalber ans Bett gefesselt. Pettard resignierte am 13. April und starb bald darauf. Bernhard Breil, Prior des Stiftes Heiligenkreuz wurde 1640 von zwölf Konventualen einstimmig zum Abt postuliert; der Heiligenkreuzer Abt Michael Schnabel spendete Breil die Abtsweihe. Am 21. März 1649 brach ein Feuer im Neukloster aus, dem ein Großteil des Stiftes zum Opfer fiel. Breil konnte sich nicht um die Sanierung kümmern, denn seit dem 24. Februar 1649 war er bereits postulierter Abt von Baumgartenberg. Wieder war kein passender Neukloster Mönch für die Nachfolge geeignet, also postulierte man den ehemaligen Abt von Michaelstein in Niedersachsen, Robert Notius. Er hatte 1635 – im Laufe des Dreißigjährigen Krieges – seine Abtei verlassen müsen und leitete seitdem die Stadtpfarre Eisenstadt.
Zwei bedeutende Äbte der Barockzeit waren Alexander Standhartner (1683–1707) und Alberich Stingel (1775–1801). Standhartner – der in einer Inschrift fundator secundus („zweiter Gründer“) genannt wird, ließ die Stiftskirche in wesentlichen Teilen neu gestalten, die Konventbauten erweitert und die Kreuzkapelle beim Westportal errichten. Stingel gelang es, den Tiergarten von der Militärakademie als Geschenk von Maria Theresia zu erwirken. Der Garten wurde 1776–1781 angelegt; eine Steintreppe mit zwei Flügeln führt vom Garten in das Kloster. Im 18. Jahrhundert war das Kloster "ein beliebter Aufenthaltsort der kaiserlichen Familie [...]; als ein Haus mit bedeutendem Verkehre war es das Centrum einer gewissen Wohlhabenheit."

### Josephinismus
Von 1797 bis Oktober 1803 diente das Kloster dem im Zuge der Koalitionskriege vertriebenen Statthalter der Lombardei, Erzherzog Ferdinand Karl von Österreich-Este, seiner Ehefrau Maria Beatrice d’Este und ihren Kindern als Residenz.
Die josephinischen Reformen machten dem Kloster schwer zu schaffen, es wurde aber nicht aufgehoben. 1784 wurde die Kirche zur zweiten Wiener Neustädter Pfarre umgewidmet und 1804 ein Stiftsgymnasium eröffnet, das 1871 in staatliche Verwaltung überging.
1793 wurde das Requiem von Mozart in der Stiftskirche aufgeführt, und zwar zum ersten Mal in seiner ursprünglichen Bestimmung, als Seelenmesse für die verstorbene Frau des Grafen Walsegg.

### Vereinigung mit dem Stift Heiligenkreuz
Das Kloster litt über Jahrhunderte an einer zu schwachen finanziellen Grundlage; die wirtschaftliche Problematik war der Grund, dass 1880/81 die Vereinigung des Neuklosters mit dem ca. 30 km entfernten Stift Heiligenkreuz als unio extinctiva vollzogen wurde. Der Konvent starb aus, das Areal blieb ein Heiligenkreuzer Priorat. Die damals fünfzehn Kapitulare des Neuklosters haben am 11. Jänner 1882 während eines feierlichen Gottesdienstes in der Neukloster Stiftskirche dem Abt des Stiſtes Heiligenkreuz, Heinrich Grünbeck, den Gehorsamseid geleistet.

## Stiftskirche
Der gotische Marienaltar, den Friedrich 1447 dem Kloster schenkte, wurde 1884 an das Wiener Domkapitel verkauft und unweit vom Grab des Kaisers im Stephansdom aufgestellt. Im Chorabschluss ist an der Nordseite das Grabmal der Kaiserin Eleonore; gegenüber liegen drei ihrer Kinder.
Das Hochaltarbild stellte die Himmelfahrt Mariens dar, gemäß dem Patrozinium der allermeisten Zisterzienserkirchen. Es wurde von Anton Schoonjans, einem Enkel und Schüler Rubens, gemalt. Seitenaltäre im Schiff zeigen Gemälde von Martino Altomonte (Schutzengelaltar), Michelangelo Unterberger (Pestpatrone), Franceso Solimena (Hl. Familie) und Paul Troger (Johannes Nepomuk-Altar).
Die Pfeiler sind seit dem Erdbeben in Wiener Neustadt am 27. Februar 1768 schief und müssen mit eisernen Stangen gestützt werden.

### Loretokapelle (1647–1895)
An die Nordseite des Schiffes wurde durch eine Stiftung von Matthias Wägelle auf Khielmanßegg eine Loretokapelle erbaut; dort sollte eine tägliche Messe gefeiert werden und Wägelle bestattet werden. Die Kapelle sollte gemäß ihrer Gattung eine Nachahmung der casa santa sein, die im italienischen Wallfahrtsort Loreto steht. 1657 und 1664 folgten weitere Stiftungen für die Kapelle, u. a. von einem Rittmeister und Bürger Johann Schulz-Morlin. Als die Kapelle abgetragen wurde, kamen viele von den ehemals darin aufgestellten Grabsteinen in die Stiftskirche.

## Kreuzgang
Der Kreuzgang wurde 1723/24 und 1763/64 erneuert, das zweite Mal durch den Architekten Josef Matthias Gerl.

## Bibliothek
Erste Bestände (60 Bücher und 7 Psalterien) sind auf die Klostergründung zu datieren, danach wuchs die Bibliothek im bescheidenen Maß. Unter Abt Joseph Stübicher fand ab 1750 eine große Expansion statt; er kaufte die Büchersammlungen von Bischof Ferdinand Graf von Hallweil und Johann Wilhelm Graf von Wurmbrand-Stuppach; der Schwerpunkt liegt auf Geschichtswissenschaft. Für die Sammlung (der historische Bestand umfasst mehr als 9.000 Bände) ließ Stübicher 1774 den barocken Bibliothekssaal einrichten und gewann Johann Baptist Wenzel Bergl für die Deckenfresken.

## Kunst- und Wunderkammer
Die Sammlertätigkeit im Neukloster war unter der Leitung des Wiener Hofmeisters P. Bernhard Sommer (1703–1783) besonders rege. Die Bestände aus aller Welt und vielen Kunstgattungen waren zunächst klosterintern zugänglich, aber in der ersten Hälfte des 19. Jahrhunderts eröffneten die Patres ein öffentlich zugängliches Neuklostermuseum, wo Wappenbriefe, Mineralien und 450 Porträts – rund 4.700 Kunstobjekten insgesamt – aufbewahrt und teilweise ausgestellt wurden. Das Stift war mit "seinen zahlreichen und sehenswerthen Sammlungen eine Zierde der Stadt".
Diese Objekte wurden ab dem Mai 2017 neu aufgestellt und unter der barocken Bezeichnung Kunst- und Wunderkammer eröffnet. Das Kloster war somit ein wesentlicher Teil der Niederösterreichische Landesausstellung 2019. Ein „Raum-im-Raum“ aus Glas wurde zur Besichtigung der Bibliothek errichtet. Außerdem wurden Ostfassade, Kreuzkapelle und das barocke Refektorium restauriert.

## Äbte des Stiftes Neukloster
- Heinrich I. Sternberger (1444–1445)
- Godfried von Otterstet (1446–1460)
- Georg I. (1460)
- Johannes I. (1460–1482)
- Andreas I. (1483–1487)
- Petrus I. (1488–1489)
- Martin I. (1490–1505)
- Johannes Lindenlaub (1506–1515, dann Abt von Stift Rein bis 1529)
- Michael (1515–1524)
- Gregor (1525–1538)
- Johannes III. (1538–1540)
- Konrad Faber (1540–1545)
- Matthias I. (1548–1551)
- Gebhard Georg (1551, Rücktritt)
- Sebastian Gstaltner (1551–1552)
- Johannes Fein (1553–1557)
- Bartholomäus von Grudenegg (1557–1559)
- Johannes Helmstorffer (1559–1566)
- Christoph Erkl (1568–1586)
- Lorenz Laimbrod (1586–1590)
- Georg II. Gorian (1593–1598)
- Matthias II. Gülger (1600–1605, dann Abt im Stift Rein)
- Balthasar Fabrizius (1606–1618, dann Abt von Stift Neuberg)
- Ignaz Krafft (1618–1622, dann Abt im Stift Lilienfeld)
- Johann Jakob Pettard (1622–1640, resigniert)
- Bernhard Breil (1640–1649, dann Abt im Stift Baumgartenberg)
- Robert I. Notius (1649–1663)
- Mathäus Eisenbart (1663–1683)
- Alexander Standhartner (1683–1707)
- Robert II. Lang (1707–1728)
- Raimund Jungwirth (1728–1729)
- Benedikt Hell (Abt) (1729–1746)
- Joseph Stübicher (1746–1775)
- Alberich Stingel (1775–1801)
- Anton Wohlfarth (1801–1836)
- Anton II. Bilimek (1836–1839)
- Bernhard Schwindel (1839–1856)[27]
- Benedikt Steiger (1857–1880, Rücktritt)[28]

## Inschriften
- Über der 1767 errichteten Pforte zum Südgang des Kreuzgang steht ein Bernhard von Clairvaux zugeschriebener Text: In religione vivit homo purius, cadit rarius, surgit velocius, incedit cautius, quiescit securius, irrigatur frequentius, purgatur citius, moritur confidentius, remuneratur copiosius. – Als Mönch lebt der Mann reiner, fällt seltener, richtet sich schneller auf, wandelt sicherer, schläft besser, wird seltener zornig, wird schneller rein, stirbt vertrauensvoller und erhält einen größeren Lohn (Bernhards Epistola ad Fratres de Monte Dei).[29]

## Ehemalige inkorporierte Pfarren
- 1608 Wallfahrtskirche Maria Kirchbüchl in Höflein an der Hohen Wand
- 1617 Pfarrkirche St. Johann am Steinfeld
- 1617 Pfarrkirche Ternitz-St. Lorenzen
- 1617 Pfarrkirche St. Valentin-Landschach
- 1662 Pfarrkirche St. Peter im Moos und das Gut Schloss Strelzhof
- 1662 Pfarrkirche Maiersdorf